# Comuna Bistra, Alba
Bistra este o comună în județul Alba, Transilvania, România, formată din satele Aronești, Bălești, Bălești-Cătun, Bârlești, Bistra (reședința), Cheleteni, Ciuldești, Crețești, Dâmbureni, Dealu Muntelui, Durăști, Gănești, Gârde, Hodișești, Hudricești, Lipaia, Lunca Largă, Lunca Merilor, Mihăiești, Nămaș, Novăcești, Perjești, Poiana, Poiu, Rătitiș, Runcuri, Sălăgești, Ștefanca, Tolăcești, Tomnatec, Trișorești, Țărănești, Vârșii Mari, Vârșii Mici și Vârși-Rontu. Este situată în nord-vestul județului Alba, pe cursul mijlociu al rîului Arieș. Suprafața comunei, de 132 kilometri pătrați, reprezintă 1,8% din suprafața județului Alba. Din totalul ei, terenurile agricole ocupă 3.495 ha — 785 ha teren arabil, 1.939 ha pășuni și 849 ha fânețe.
Teritoriul comunei este încadrat la S-E de Munții Trascăului, la S-V de Munții Metaliferi și la N-E de Munții Gilăului, cu masivul Muntele Mare (1826 m). Este străbătută de la vest spre est, pe o distanță de 7 km, de râul Arieș.

## Istoric
Comuna Bistra este atestată documentar în anul 1437, sub denumirea de "sat cnezial" condus de cneazul de Bezere. Dar Bistra este una dintre cele mai vechi așezări de pe Valea Arieșului, iar numele ei era cunoscut încă de pe vremea regelui Carol Robert de Anjou.
În secolul al XV-lea, Bistra aparținea, din punct de vedere administrativ, Capitulului de Alba-Iulia și era socotită ca un cnezat: Kenesius Byzere. Din anul 1650 până în anul 1875 a făcut parte din Comitatul Alba Inferioară, domeniul superior al Zlatnei. Dupa arondarea administrativă din 1875, Bistra a fost cuprinsă în comitatul Turda-Arieș.
Teritoriul comunei Bistra a fost locuit încă din preistorie. Descoperirea unor podoabe de aur, provenind din neoliticul tîrziu, precum și înmultirea urmelor în epocile bronzului și a fierului dovedesc cunoașterea de către localnici a tehnicilor obținerii metalului nobil, procurat îndeosebi din aluviunile Arieșului și ale afluenților săi.
În secolele III-II Î.Cr., dacii au început exploatarea și prelucrarea zăcămintelor auro-argintifere din Munții Apuseni prin săparea de galerii și prin spălătorii de aur. Dupa cucerirea Daciei de către romani, aceștia au întemeiat în această regiune minieră, împreună cu autohtonii, așezări rustice montane.
Locuitorii Bistrei fac parte din marea familie a moților, urmași direcți ai dacilor și ai coloniștilor romani aduși de împăratul Traian în urma ocupării Daciei. Una din urmele cele mai importante rămase de la romani este drumul care leagă orașele romane Apulum (Alba Iulia) de Alburnus Maior (Roșia Montana), coborând apoi pe Arieș în jos până la Potaisa (Turda) și trecând, deci, peste teritoriul actual al comunei.

## Toponimie
Numele comunei provine de la cuvântul slav bistra, care înseamnă "apă repede".

## Resurse

### Agricultura

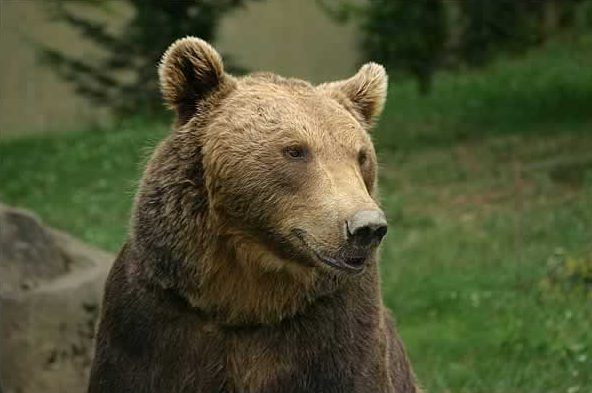
Ursul brun

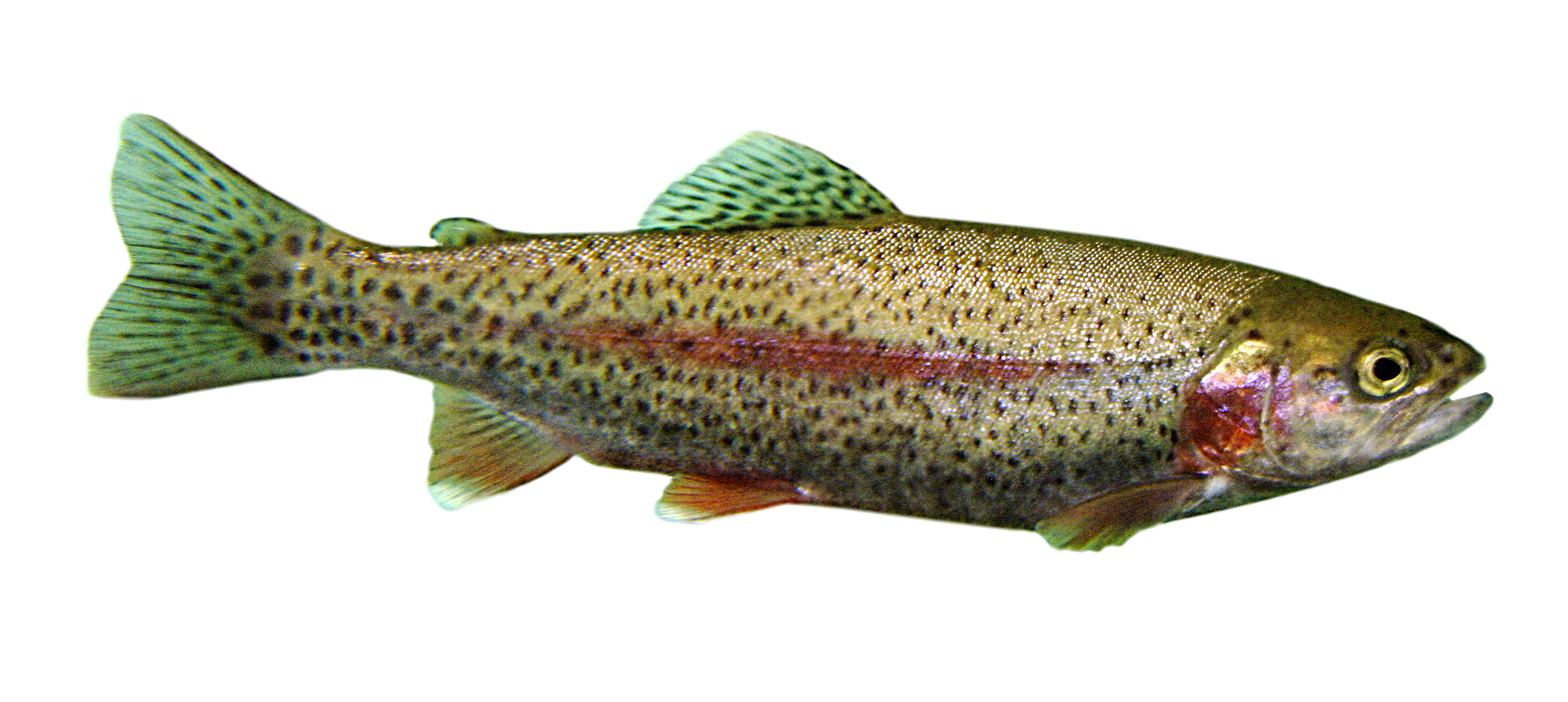
Pastrav

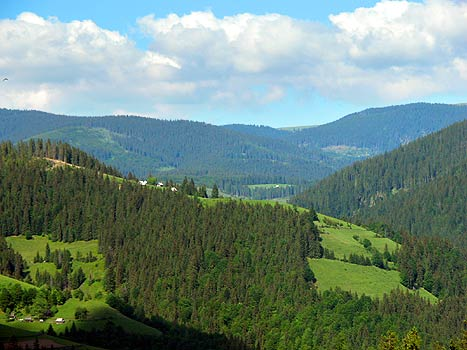

Este reprezentată exclusiv prin gospodăriile individuale, în care se practică în primul rând creșterea animalelor și, mai puțin, cultura plantelor.
Determinantă pentru aceasta este structura terenurilor agricole: 3495 hectare, din care: teren arabil - 785 ha, fânețe naturale - 849 ha, fânețe naturale - 849 ha.
Efectivele de animale sunt: 2.700 bovine, 2.100 ovine, 1.500 porcine , 45 cabaline și 6.000 păsări.

### Fonduri cinegetice
Peste 7.000 h din cele 12.000 h ale comunei sunt ocupate de pădure populată cu diverse specii de animale sălbatice și constituie un excepțional fond de vânătoare la: urs brun, lup, vulpe, mistreț, căprioara, iepure, cocoș de munte, acvila s.a.

### Fonduri piscicole
Comuna Bistra se bucura de o bogată rețea hidrografică, compusă din râul Arieș (7 km pe teritoriul comunei) și din pârâie cu debit continuu și aproape constant: Valea Mare (peste 20 km), Valea Bistrișorii (18 km), Valea Dobrii (9 km), Valea Lipăii (8 km), Valea Petreșii, Ștefanca și multe alte zeci de pârâie mai mici. În fauna piscicolă predomină păstrăvii, clenii, mrenele, scobarii, lipanii. 

### Silvicultura
Comuna Bistra se află într-o zonă muntoasă cu mari rezerve de material lemnos (în special rășinoase). Au fost restituite, conform Legii 18/1991, Legii 1/2000 și Legii 10/2001, 98% din pădurile, din proprietățile agricole și din imobile.

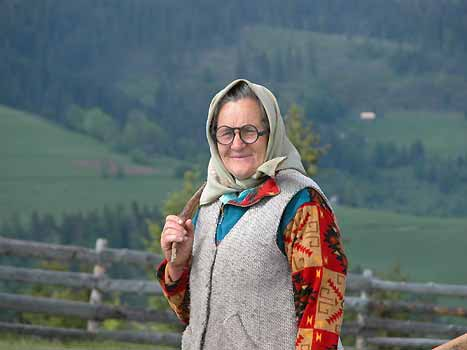

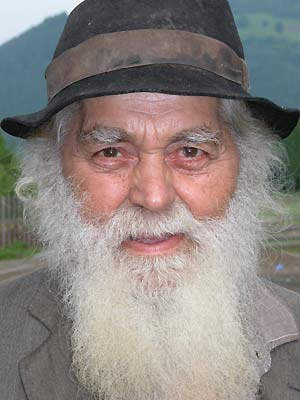

## Transporturi
Centrul de comună este traversat de drumul național DN 75, asfaltat, care reprezintă principala cale de comunicație.
Comuna Bistra are una din cele mai lungi rețele de drumuri interne din țară: 14 drumuri comunale și 83 de drumuri sătești. Drumurile intracomunale sunt din pământ și însumează o lungime totală de peste 170 km.
Transportul este asigurat exclusiv pe cale rutieră, după ce a fost desființată calea ferată îngustă care făcea legatura între Abrud și Turda. Infrastructura există încă și poate fi valorificată pentru turism CF.

### Stații de cale ferată accesibile
- Zlatna - 41 km, cu legătură prin Alba Iulia
- Alba Iulia - 81 km, cu legătură spre București, Arad, Timișoara
- Vințu de Jos - 95 km, cu legătură spre Sebeș, Sibiu, București
- Turda - 84 km, cu legătură spre Cluj, Oradea, Baia Mare
- Aiud - 103 km, cu legătură spre Blaj, Sighișoara, Brașov, Ploiești, București

### Aeroporturi
- Cluj Napoca - 114 km (internațional)
- Târgu Mureș - 151 km (internațional)
- Timișoara - 257 km (internațional)
- Arad - 251 km (curse interne)
- Oradea - 168 km (curse interne)
- Sibiu - 151 km (curse interne)
- Deva - 97 km (aviație sportivă și aparate de zbor mici)

## Obiective turistice

### Tranzit turistic
Comuna Bistra este traversată de DN 75.

### Turism cultural
Comuna oferă posibilitatea vizitării a numeroase monumente istorice și naturale și așezăminte culturale, situate atât pe teritoriul ei cât și în imediata apropiere. Inedite sunt instalațiile țărănești de apă, din care mai funcționează astăzi doar trei mori și câteva fierăstraie. În urmă cu cinci decenii, ele puteau fi numărate cu zecile: peste 20 de mori, numeroase pive pentru ulei, vâltori și fierăstraie (joagare).

### Obiective turistice
Biserica "Nașterea Maicii Domnului" din Bistra este unul din cele cel mai mari lăcașuri de cult din Munții Apuseni. Edificiul a fost construit pe temeliile altei biserici, care s-a surpat. Până în anul 1948 a aparținut Bisericii Române Unite cu Roma, iar după interzicerea acesteia a fost preluată de stat și dată în folosință Bisericii Ortodoxe. Clopotul lăcașului este turnat din aliaj de argint, are un sunet specific, care poate fi auzit de la o distanță de 20 km.
Monumentul și placa comemorativă Petru Pavel Aron (1709-1764) - episcop al Blajului, întemeietorul primului seminar și liceu românesc din Transilvania (1764), a primei tipografii și a unui mare număr de școli sătești. Monumentul este situat în centrul localității Bistra, lângă Primărie.
Placa comemorativă Vasile Ladislau-Fodor (1814-1865) - tribun al lui Avram Iancu, aparător al trecătorii Remetea - Ponor (1848 - 1849).
Bustul și placa comemorativă, compozitorul Nicodim Ganea (1878-1949) - compozitor și dirijor al corurilor societății corale "Carmen" din București și ale Societății Academice "Petru Maior" din Budapesta. Autor al mai multor compoziții patriotice și al volumului de poezii "Din sărmana mea grădină".
Muzeul cultural este un  alt obiectiv turistic. Acesta este situat în centrul comunei, sub forma une case țărănești, vechi. Persoana care a avut inițiativa de a face din casa  țărănească un muzeu este părintele Bora Vasile. Fiind o casă veche, muzeul nu este tocmai unul mare, precum mulți se așteaptă, însă lucrurile exponate au o mare valoare  pentru sătenii comunei. Interiorul muzeului este garnisit cu diverse țesături și cosături de mână, făcute de femeile bistrence, porturi populare de lucru sau de sărbătoare, dar și  unelte vechi confecționate din lemn. Tabloul lui Avram Iancu îl găsim chiar la intrare în muzeu, cu tricolorul atârnându-i pe colț, iar lângă el găsim unu dintre cele mai vechi  instrumente la care cântau moatele, un tulnic mare de aproape 2 metri.
- Obiective turistice
  - Pietrele de la DUBE
  - Izvorul lui Ganea din Vârși
  - Fagii lui Ursuț din Bălești
  - Cantonul Silvic Valea Devii
  - Fântâna Spirului din Munceloasa
  - Moara (în funcțiune din 1583) și Izvorul lui Petrișor
  - Molhașurile Căpățânii (rezervație botanică)
  - Punct de belvedere de pe Vârful Bolomireasa (1.632 m)
  - Colecția muzeală școlară, fondată și îngrijită de profesoara Cornelia Gata
  - Școala Generală Dambureni, situată la peste 1000 m altitudine.

### Turism de recreere și odihnă

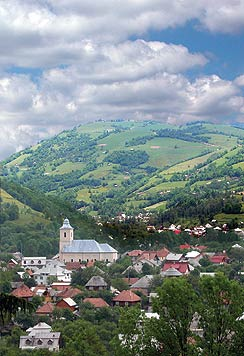

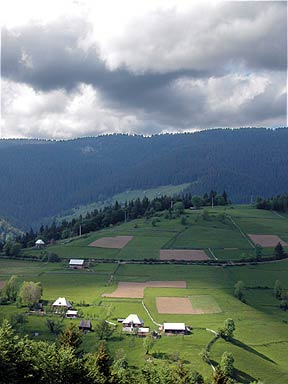

Din Bistra urcă numeroase poteci turistice și drumuri forestiere spre Vârful Bolomireasa (1.632 m), un punct de belvedere asupra întregii zone. Tot din Bistra se poate ajunge și pe Vârful Muntele Mare (1.826 m), fie prin valea Devei și apoi peste Vârful Prislop (1.729 m), fie pe Valea Mare, trecând prin Tomnatecu.
Urmând valea Bistrei, pe un drum forestier, se poate ajunge la rezervația botanică “Molhașurile Căpățânii”. Traseul trece prin punctul numit “Steaua” – cumpănă de ape între bazinul Arieșului și bazinul Someșului Rece.

### Rezervația botanică: Molhașurile Căpățânii
Este situată pe un platou împădurit, la circa 1.600 m altitudine, între vârfurile Căpățâna și Bolomireasa și reprezintă tinoave care adăpostesc specii rare de plante. Zona a fost pusă sub protecție încă din anul 1969, fiind interzise orice activități de construcții, exploatări forestiere sau alte modificări asupra mediului.

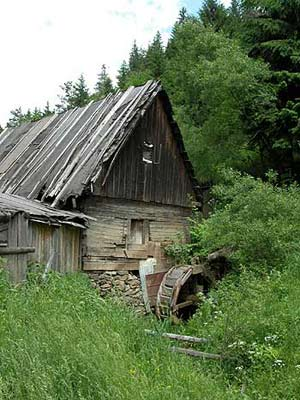
Moara lui Petrișor(1583)

- Pietrele de la DUBE - 46 de formațiuni calcaroase așezate circular, situate la 1.800 m altitudine. Vara, păstorii loveau aceste pietre pentru alungarea animalelor sălbatice, ecoul (sunetul de „dube” - tobe) propagându-se, peste dealuri, la câteva zeci de km.
- Izvorul lui Ganea din Varsi – apa țâșnește din pământ, în satul Varsi, printr-un orificiu cu un diametru de 20 cm și formează pârâul Valea Petreștii, care străbate un curs de 3 km până la vărsarea în Arieș.
- Fagii lui Ursuț din Bălești – doi fagi seculari, la o altitudine de 700m, (cca. 4 km de centrul comunei, în satul Bălești). Situați la o distanță de 3 m unul de celălalt, au circumferințe de 1,8 m, iar coroana amândurora măsoară aproape 400 mp.
- Cantonul silvic VALEA DEVII - canton și grajd pentru animale, datând de pe timpul Imperiului Austro-Ungar, construit în totalitate din lemn și acoperit cu șindrilă, având o arhitectură specifică perioadei respective. Cantonul se află pe Valea Devii, afluent al pârâului Valea Mare, situat la cca. 10 km de centrul comunei Bistra.
- Fântâna SPIRULUI din MUNCELOASA – situată la o distanță de 15 km de centru și la o altitudine de 1.700 m, din care izvorăște pârâul Valea Devii. Dacă se amestecă apa din acest izvor cu alcool dublu rafinat („spir”) lichidul obținut nu-și schimbă culoarea (nu se „albește”).
- MOARA ai IZVORUL lui PETRIȘOR (1583) – moara a fost construită în anul 1583 din lemn de stejar, pentru măcinarea cerealelor. Este pusă în mișcare prin forța apei. Lângă ea se află un izvor cu apă dură, calcaroasă.
- Molhașurile Căpățânii- rezervație botanică, situată în satul Cheleteni, la cca. 20 km de centrul comunei. Cuprinde câteva mlaștini și lacuri de altitudine, care conservă, pe o suprafață de 5 ha, o serie de specii de plante rare și relicve termofile.

### Turism speologic
Poate fi practicat în localitățile din apropiere, bogate în fenomene carstice:
- Peștera Huda lui Papara (2 ore de mers pe jos din centrul comunei Salciua, 36 km de la Bistra) - se dezvoltă în calcare, de-a lungul a aproape 2.000 m, urmând cursul subteran al pârâului Valea Morilor, cu lacuri și cascade, săli spațioase și sectoare înguste. Peștera se deschide printr-un portal spectaculos, de 37 m înălțime, iar în interior Sala Minunilor este una din cele mai spațioase din carstul românesc. Din tavanul sălii atârnă stalactite în formă de tentacule răsucite și contorsionate, numite "anemolite", care sugerează vânturi și furtuni subpământene.

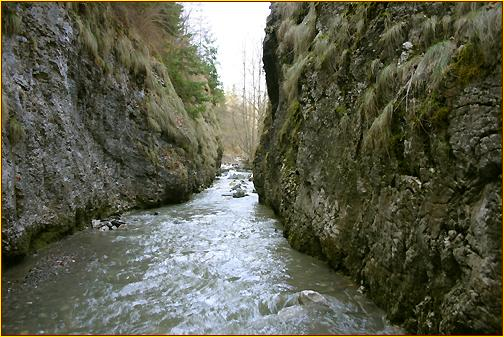
Cheile Geogelului

- "Pestera Zmeilor" (comuna Salciua, 36 km) - este situata la 1.100 m altitudine, are 125 m lungime plus 25 – 30 m de galerii secundare. Peștera este importantă și pentru urmele de veche locuire descoperite aici și se află într-un loc de belvedere, de unde se deschide o priveliște spectaculoasă spre valea Arieșului.
- Peștera "Vânătările Ponorului" (comuna Ponor, 4 km de Sălciua, 40 km de Bistra, pe DN 75 și DJ 750 C) - este un aven de 80 m adâncime.
- "Cheile Geogelului" (idem) - sunt situate în partea central-vestică a Munților Trascău, pe cursul inferior al pârâului Geogel, la 700 - 1.000 m altitudine.

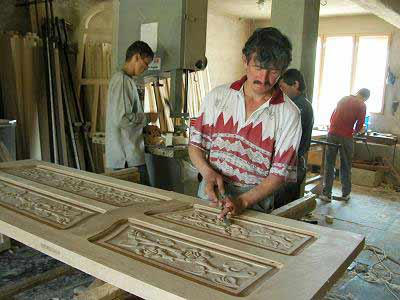

### Turism rural
Turiștii pot exersa, împreună cu localnicii, meseriile tradiționale în domeniul prelucrării lemnului: cioplire, scobire, chiar și construirea de case și cabane de vacanță.
În microferme, pot practica: apicultura, creșterea animalelor, păstrăvăritul, daracitul (prelucrarea lânii), morăritul.
Aproape toate casele sunt așezate în apropierea unor cursuri de apă, în care se poate practica pescuitul sportiv.

### Pensiuni turistice
În Bistra este înregistrată o pensiune turistică: “Mărioara”, neclasificată, cu 6 locuri de cazare.

## Demografie
Componența etnică a comunei Bistra
     Români (95,07%)
     Alte etnii (0,37%)
     Necunoscută (4,56%)
Componența confesională a comunei Bistra
     Ortodocși (94,49%)
     Alte religii (0,53%)
     Necunoscută (4,98%)
Conform recensământului efectuat în 2021, populația comunei Bistra se ridică la 4.340 de locuitori, în scădere față de recensământul anterior din 2011, când fuseseră înregistrați 4.540 de locuitori. Majoritatea locuitorilor sunt români (95,07%), iar pentru 4,56% nu se cunoaște apartenența etnică. Din punct de vedere confesional, majoritatea locuitorilor sunt ortodocși (94,49%), iar pentru 4,98% nu se cunoaște apartenența confesională.

## Politică și administrație
Comuna Bistra este administrată de un primar și un consiliu local compus din 13 consilieri. Primarul, Traian Gligor[*], de la Partidul Național Liberal, este în funcție din 2004. Începând cu alegerile locale din 2024, consiliul local are următoarea componență pe partide politice:
|  | Partid                          | Consilieri | Componența Consiliului | Componența Consiliului | Componența Consiliului | Componența Consiliului | Componența Consiliului | Componența Consiliului | Componența Consiliului |
|  | ------------------------------- | ---------- | ---------------------- | ---------------------- | ---------------------- | ---------------------- | ---------------------- | ---------------------- | ---------------------- |
|  | Partidul Național Liberal       | 7          |                        |                        |                        |                        |                        |                        |                        |
|  | Partidul Social Democrat        | 4          |                        |                        |                        |                        |                        |                        |                        |
|  | Alianța pentru Unirea Românilor | 1          |                        |                        |                        |                        |                        |                        |                        |
|  | Macarie Gheorghe                | 1          |                        |                        |                        |                        |                        |                        |                        |

## Personalități

Episcopul greco-catolic Petru Pavel Aron.

- Petru Pavel Aron: Episcop greco-catolic al Blajului; a infiintat, in 1754, la Blaj, primul seminar si liceu romanesc din Transilvania si o tipografie.

- Alexandru Sterca-Șuluțiu: primul mitropolit al Bisericii Române Unite cu Roma, Greco-Catolică (1853-1855). In 1861 a cerut autonomia Transilvaniei si acordarea de drepturi nationale locuitorilor din Ardeal. Presedinte al "Astrei", si-a donat intreaga avere pentru fondarea unei universitati romanesti.

- Vasile Ladislau Fodor: avocat, tribun al Revolutiei de la 1848 - 1849. A fost comandantul taberei revolutionarilor de la Rametea - Ponor. S-a remarcat in luptele de la Fantani, Geomal, Validesti, Piatra Taiata, Piatra Lunga, Ramet, Aiud - Trascau, Geoagiu si Turda. S-a nascut la 8 martie 1824 in Bistra, a murit la Halmagoi, in 10 aprilie 1865.

- Nicodim Ganea: compozitor, dirijor si om de cultura. Studii pedagogice la Blaj (1900 - 1904), absolvent al Conservatorului din Bucuresti (1908) si al celui din Budapesta (1910). A fost corist in Societatea culturala "Carmen" din Bucuresti (1905 - 1908) si dirijor al corului Societatii Academice "Petru Maior" din Budapesta (1908 - 1910). A compus muzica de teatru, muzica vocal - simfonica si muzica corala. A scris piese de teatru ("Neagu de Lin"), poezie ("Din sarmana mea gradina", Orastie, 1910) si texte pentru muzica (oratoriul "Decebal si Sarmisegetuza") s.a. A fost unul din primii mari culegatori ai folclorului din Muntii Apuseni.Nicodim Ganea s-a nascut si a murit la Bistra (14 iunie 1878 – 24 octombrie 1949).

- Teodor Caturu, Rostie Florea, Ion Iobagiu, Petre Oaida Tica: capitani in armata rasculatilor din 1784, condusa de Horea, Closca si Crisan.

## Galerie

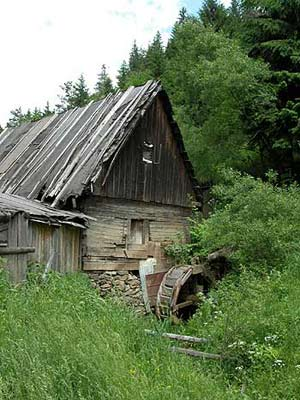
Moara lui Petrişor
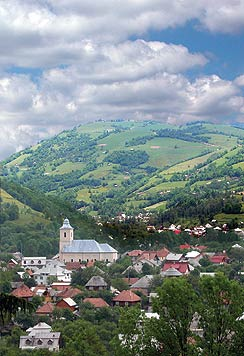
Peisaj
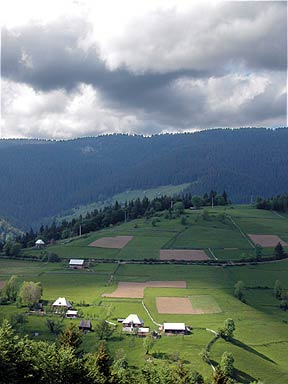
Peisaj

## Tradiții
Principalele tradiții ale comunei Bistra sunt legate de obiceiul colindului.. De Crăciun se merge cu colinda, cu "Irozii", cu "Iosif și Maria", cu "Steaua". De Anul Nou, se merge cu Plugușorul, Sorcova, "Buhaiul" și "Capra", iar cei micuți merg cu "pițăra". Cei care încă mai păstrează aceste obiceiuri le urează gazdelor mult belșug, noroc și sănătate în anul care vine.
Însă, obiceiul care face comuna Bistra să fie mai aparte de alte comune, este obiceiul de Paști numit "Prăgșor". Câțiva feciori necăsătoriți din sat (maxim 12) numiți " crai", în Vinerea Mare se adună în curtea bisericii unde instalează toaca și țevile special pregătite pentru pușcat. Apoi se îmbracă în haine de soldați și păzesc toaca și Mormântul Domnului. Toaca este păzită pentru a nu fi furată, până în a doua zi de Paști, iar dacă este furată, craii sunt nevoiți să o răscumpere. Din Vinerea Mare și până în a doua zi de Paști, se bate toaca și se pușcă cu țevile pregătite special.
În a doua zi de Paști după ce se iese de la biserică, craii încep a colinda prin sat. Aceștia merg din casă în casă însoțiți de un taraf și strigă : "hop, hop, hop, vivat!". Craii invită sătenii la joc și voie bună în locul în care aceștia au ridicat un cort mare. După ce străbat ulițele comunei, craii se întorc la cort și în mare taină aceștia își aleg crăiesele. Acestea sunt alese de către crai, comparând sumele de bani primite, iar cea care a dat cel mai mult este numită "primă crăiasă" și este aleasa primului crai. După ce toți craii și-au ales crăiasa, primul crai începe jocul alături de crăiasa lui, în ritmul muzicii și sub privirile sătenilor, apoi ceilalți crai încep a-și juca crăiesele. Petrecerea ține până în zori, urmând ca a doua zi după masa, craii să o ia de la capăt. În duminica "Tomii" cum este numită prima duminică după Paști, se strâng din nou craii pentru a petrece, de data aceasta, "Prăgșorul" numindu-se "Prăgșorul mic".

## Asociații și organizații nonguvernamentale
Asociația sportivă "Drum nou" Bistra are ca scop promovarea activităților social - educative și sportive din localitate, susținerea și încurajarea tinerelor talente în domeniul sportiv.
Asociația crescătorilor de bovine din comuna Bistra.
Composesoratul silvic "Șoimii" Bistra.

## Câteva pensiuni din Bistra și din apropiere:
- “Casa apuseană” – Lupșa (6 km), 3 stele, 28 locuri de cazare
- “President” – Baia de Arieș (sat Brăzăști, 27 km), 3 stele, 14 locuri de cazare
- “Shanti” – Baia de Arieș (sat Brăzălti, 27 km), 2 stele, 12 locuri de cazare
- “Hanul Moților” – Câmpeni (6 km), 2 stele, 24 locuri de cazare
- “Ela & Cătă” – Bistra, Str. Calea Turzii, Nr. 28 A. 3 stele, 35 locuri de cazare